# Уйгурские восстания XX века
Уйгурские восстания XX века — серия восстаний (бунтов) уйгуров, коренного народа Восточного Туркестана против китайской власти в XX веке, в ходе которых были созданы два государственных образования.

## Восстания под предводительством Тимура Халпы
Уже в начале XX века волна восстаний прокатилась по Уйгурии. Уйгуры восставали в Кагарлыке, Яркенде, Хотане. Серьёзные выступления произошли в Кумуле в 1912—1913 годах. Восстание возглавил Тимур Халпа. В восстании также принял активное участие Ходжа Нияз. Однако вскоре оно было подавлено, а Тимур Халпа и лидер восставших жителей города Турфан, которые намеревались примкнуть к кумульцам, Мухитдин, были убиты.

## Восстания 1930-х годов

### Война 1931—1934 гг., Кумульское восстание, Хотанский эмират и ТИРВТ
Восстание уйгуров началось в 1931 году, в районе г. Кумул (Хами). Руководителями восстания были Ходжа Нияз хаджим и Юлбарс-хан; их поддержал генерал-дунганин Ма Чжунин. В апреле 1933 года в результате военного переворота к власти в Синьцзяне пришёл полковник Шэн Шицай, который произвел себя в генералы (позднее он станет генерал-полковником) и провозгласил губернатором. Пытаясь сбить накал национально-освободительного движения народов региона, он обнародовал программу, суть которой заключалась в обещании ряда политических и экономических свобод.
В 1932 году в Хотане уйгурское население под руководством братьев Богра и Сабита Дамуллы поднимает восстание, свергнув китайскую власть, повстанцы создают Хотанский эмират.
Летом 1933 года в Кашгаре Сабит Дамулла и Мухаммад Имин Бугра объявили о создании независимой Восточно-Туркестанской Исламской республики. Первоначально предполагалось назвать государство «Исламская Республика Уйгурстан», однако принимая в расчет интересы других тюркских этнических групп, проживающих в Восточном Туркестане, решили изменить название государства. 12 ноября 1933 года была созвана Национальная ассамблея, принята Конституция, появились государственный символ — флаг (белые полумесяц со звездой на светло-синем фоне) и национальная валюта.
На помощь Шэн Шицаю из Советского Союза, не желающего как усиления Японии, так и создания у себя под боком мусульманского государства, была переброшена так называемая Алтайская добровольческая армия. При попытке захвата Урумчи бомбардировка советской авиации привела к тому, что войска Ма Чжунина были рассеяны. Его мятеж был окончательно подавлен в 1935 году.
Восточно-Туркестанская республика была упразднена. Премьер-министр Сабит Дамулла и некоторые министры были арестованы, препровождены в Урумчи, где и были убиты. Некоторые лидеры, такие как Мухаммад Имин Бугра и Махмут Мухити эмигрировали в Индию. Позднее Кашгар был захвачен отрядами Ходжи Нияза, и фактически ТИРВТ продолжило существовать под руководством генерала Махмута Мухити и его 6 уйгурской дивизии. Ходжа Нияз был назначен заместителем губернатора. Позднее его тоже репрессировали.

### Война 1937 года, восстание 6-й уйгурской дивизии
В апреле 1937 года началось восстание 6-й уйгурской дивизии под руководством Абдул Нияз Камала и Кичик Ахуна (Махмут Мухити вынужден был эмигрировать). В мае восстание поддержала отправленная на его подавление 36-я дунганская дивизия. 27 мая она заняла Яркенд и вскоре вышла на подступы к Кашгару. Восставшие двинулись в сторону Урумчи.  
Советское руководство вновь решило оказать помощь Шэн Шицаю. 21 июня 1937 года началась подготовка к походу двух групп советских войск, в состав каждой из них входили по два полка (один — РККА, второй — войск НКВД), горная батарея, по роте саперов и связистов. Группы получили названия «Ошская» и «Нарынская», по месту сосредоточения перед направлением в Синьцзян.
Совместными усилиями советских воинских частей (Нарынская и Ошская войсковые группы) и подразделений Шэн Шицая мятеж уйгуров и дунган был подавлен. Решающее сражение произошло в районе городов Корла, Карашар. Комбриг Николай Норейко докладывал: «К 5 декабря из 36-й дунганской дивизии убито и взято в плен 5 612 человек, ликвидировано из числа взятых в плен 1 887. Захвачено 20 орудий, 1 миномет, более 7 тысяч винтовок. Из 6-й уйгурской дивизии убито и взято в плен около 8 тыс. человек, из числа пленных ликвидировано 607 человек». Позднее численность «ликвидированных» возросла . Затем последовали широкомасштабные репрессии по всей Уйгурии. Однако местное население не прекращало борьбу. 

Ходжа Нияз
Абдул Нияз Камал, командир 6-й уйгурской дивизии
Хотанские повстанцы
Сабит Дамулла
Офицеры 6-й уйгурской дивизии
Мухаммад Имин Богра
Йолбарсхан
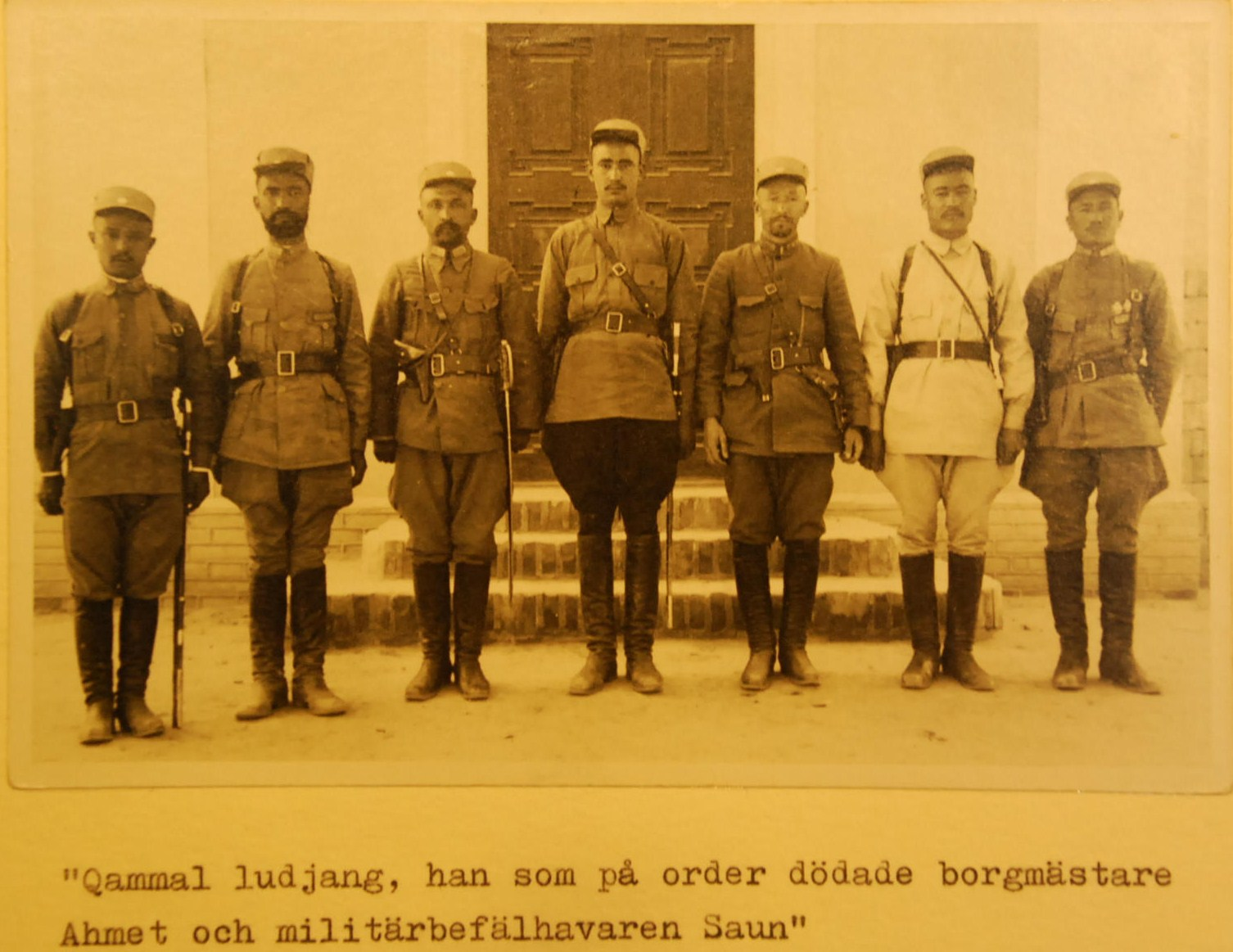
Офицеры 6-й уйгурской дивизии
Турфанские повстанцы
Уйгурские повстанцы
Уйгурские повстанцы
Правительство ТИРВТ
Уйгурские повстанцы
Уйгурские повстанцы

Синьцзян подчинялся китайскому правительству Чан Кайши только номинально, имел собственную валюту, и что примечательно, её стабильность обеспечивалась Госбанком СССР. Что касается белогвардейцев, то частью они погибли в боях, частью — были завербованы советской разведкой или перешли на службу Шэн Шицаю. Позднее русская дивизия, сформированная из них, вопреки рекомендациям СССР была расформирована, Папенгут был обвинен в заговоре и расстрелян. Вместе с ним было казнено более 40 белых офицеров. Шэн Шицай будучи с визитом в Москве, попросил дозволения вступить в ВКП(б). И в 1938 году заместителем начальника Разведуправления РККА ему был вручен партийный билет за № 1859118.
Преданность Шэн Шицая высоко оценивалась Москвой. Его просьбы о поставках оружия, боеприпасов, продовольствия удовлетворялись полностью, в Хами был построен авиастроительный завод, где собирались истребители И-16 (позднее его демонтируют и вывезут обратно). Истинной причиной советской поддержки Шэн Шицая были стратегические интересы. К этому времени в Синьцзяне были обнаружены большие запасы урана, вольфрама, сурьмы, олова, никеля, тантала.
С началом Второй мировой войны ориентация губернатора, китайского генерала Шэн Шицая поменялась. Переметнувшись на сторону китайских националистов — сторонников партии Гоминьдан, он тем самым вызвал недовольство СССР. В связи с этим Советский Союз начал поддерживать национально-освободительное движение народов Восточного Туркестана.

## Восстания 40-х годов
Лето 1943 года отмечается всплеском антисоветских настроений в Синьцзяне. Началась передислокация верных Гоминьдану воинских частей. К окончанию Великой Отечественной войны их численность в Синьцзяне составила 100 тысяч человек, в основном ханьцев и дунган.
В 1943 году при содействии советской разведки была создана организация свободы Восточного Туркестана «Азат Ташкилаты». 8 ноября 1944 года подпольный Военно-Революционный комитет, заседавший в городе Кульдже, объявил о начале вооружённого восстания. Приказом Берии в декабре 1944 года был образован Отдел специальных заданий НКВД СССР. Главными задачами перед ним ставилось руководство и оказание помощи национально-освободительному движению мусульман Синьцзяна. Тогда же из числа местных жителей была сформирована группа людей прошедших спецподготовку в районе Медеу. Затем она была заброшена в Синьцзян, где приступила к созданию партизанских отрядов. Командиром одного из них был уроженец Джаркента татарин Фатых Муслимов, позднее он занял ответственный пост в военном ведомстве Восточно-Туркестанской республики.
За несколько дней все стратегически важные пункты Илийского Края были освобождены от гоминьдановцев. Китайские гарнизоны были уничтожены. Вышедшие на помощь из Урумчи китайские войска были рассеяны. В тесном содружестве действовали представители всех некитайских национальностей. 12 ноября 1944 года с городе Кульдже торжественно была провозглашена Восточно-Туркестанская Республика(ВТР). Территориально она охватывала три из десяти округов Уйгурии — Илийский, Тарбагатайский, Алтайский. Президентом республики был провозглашен маршал Алихан тура (узбек по национальности). Его первым заместителем стал уйгурский князь Хакимбек Ходжа, заместителем — представитель знатного казахского рода — Абулхаир Торе.
В апреле 1945 года была сформирована Национальная армия Восточного Туркестана, её командующим стал советский генерал-майор Иван Полинов. Его курировал «Иван Иванович» — генерал-майор НКВД Владимир Егнаров. Начальником штаба — генерал Варсонофий Можаров (раньше служил в армии Дутова), заместителем командующего армией был назначен уйгур Зунун Таипов. Командирами дивизий — казах Далелхан Сугурбаев (выходец из Монголии), русский Петр Александров и киргиз Исхакбек Монуев (в некоторых документах он фигурирует как Муниев). Оспан Ислам-улы был назначен губернатором Алтайского округа, но между ним и правительством сразу же начались трения, и он отказался выполнять его приказы.

## Вхождение Синьцзяна в состав КНР
Хотя провозглашенная республика одержала ряд серьёзных военных побед, и была готова освободить оставшиеся округа Уйгурии, её судьба была предрешена. Дело в том, что пункт 3 Приложения к договору о дружбе и сотрудничестве, заключенного между Китаем и Советским Союзом в августе 1945 года (подписан В. М. Молотовым и министром иностранных дел Китайской республики Ван Шичий) касался Восточного Туркестана. В нём говорилось, что «относительно развития Синьцзяна Советское правительство заявляет, что согласно статье V договора о дружбе и сотрудничестве, оно не будет вмешиваться во внутренние дела Китая»
Разумеется о наличии этого секретного приложения уйгурские лидеры ничего не знали. Вследствие этого они под нажимом Москвы вынуждены были сесть за стол переговоров с представителем Гоминьдана. Причем делегацию возглавил один из известных уйгурских деятелей Ахметжан Касими, так как президент республики Алихан Тура был вывезен на территорию Советского Союза.
Одновременно с началом переговоров между Гоминьданом и КПК начались переговоры о прекращении огня в Синьцзяне. Правительство Чан Кайши на них представлял генерал Чжан Чжичжун, ВТР — министр иностранных дел, вице-премьер Ахметжан Касими. Кстати, его «курировал» резидент НКВД в Кульдже. Шли они долго и трудно. Летом 1946 года вступило в силу «Соглашение 11 пунктов». Было сформировано коалиционное правительство, во главе которого стал Чжан Чжичжун, а его первым заместителем стал Ахметжан Касими. Не просуществовав и года, оно распалось.
После окончательной победы КПК над Гоминьданом в середине августа 1949 года во главе делегации ВТР Касими выехал из Кульджи в Пекин через Алма-Ату и Иркутск на заседание Народного политического консультативного Совета Китая. Скорее всего, такой маршрут был продиктован необходимостью встречи с представителями советского руководства, на которой он надеялся убедить Москву сохранить независимость ВТР. А через несколько дней было объявлено о крушении самолёта Ил-12 с правительством ВТР на борту. До сих пор не могут назвать точное место падения самолёта, в одних источниках указано, что катастрофа произошла в окрестностях Иркутска, в других — под Читой. Есть версия о том, что делегация ВТР была арестована советскими органами госбезопасности и затем все были убиты, а авиакатастрофа была инсценирована посмертно. Останки погибших были выданы представителям ВТР, их похоронили в городском парке Кульджи. Спустя 12 лет тело одного из них — Далелхана Сугурбаева было перезахоронено в Алма-Ате. 
Мухаммад Имин Бугра и Айса Юсуф Алптекин эмигрировали в Турцию, Масуд Сабри Байкузи уехал в Иран. В 1949 году Правительство в Урумчи возглавил татарский большевик Бурхан Шахиди, который выказал лояльность новым властям — китайским коммунистам. Политбюро ЦК КПК приняло решение о дислоцировании в Синьцзяне (Уйгурии) частей НОАК численностью в 250 тысяч человек и о начале массового переселения туда ханьского населения.
В конце 1955 года было официально объявлено о создании Синьцзян-Уйгурского автономного района. Многие уйгуры не признают легитимность этого акта и поддерживают борьбу за независимость Восточного Туркестана.
Весной 1962 года в СССР эмигрировало 46 тыс. казахов и уйгуров (многие из них были военнослужащими 5 армейского корпуса НОАК).
В 1960-х годах в Синьцзяне была создана Народно-революционная партия Восточного Туркестана, ставившая своей целью поднятие второй Революции Трёх Округов и пользовавшаяся поддержкой со стороны СССР. После неудачной попытки восстания в 1969 году партия постепенно ослабла и официально была распущена в 1989 году.